# Andrea Sgarallino
Andrea Sgarallino (Livorno, 28 ottobre 1819 – Livorno, 6 marzo 1887) è stato un militare italiano.

## Biografia
Colonnello e patriota, fu iscritto alla Giovine Italia di Giuseppe Mazzini e prese parte assieme ai volontari toscani alla battaglia di Montanara. Si distinse anche nella difesa di Livorno dall'assedio austriaco del 1849. Rimasto in esilio fino al 1859, fece il marinaio nel Mar Mediterraneo e si recò poi in America. Nel 1860 prende parte alla Spedizione dei Mille, facendo parte del contingente che sbarca a Talamone per creare un diversivo; dopo uno scontro con le guardie pontificie a Farnese, viene arrestato e incarcerato a Livorno. Evade però dal carcere e raggiunge Giuseppe Garibaldi in Sicilia. Fu fratello dell'altro patriota Jacopo Sgarallino. Morì il 6 marzo 1887; la sua salma riposa nel cimitero comunale dei Lupi di Livorno.
Con il nome di Andrea Sgarallino fu varata nel 1930 una nave passeggeri (piroscafo) che assicurava il collegamento tra Piombino e l'Isola d'Elba.